# 백기

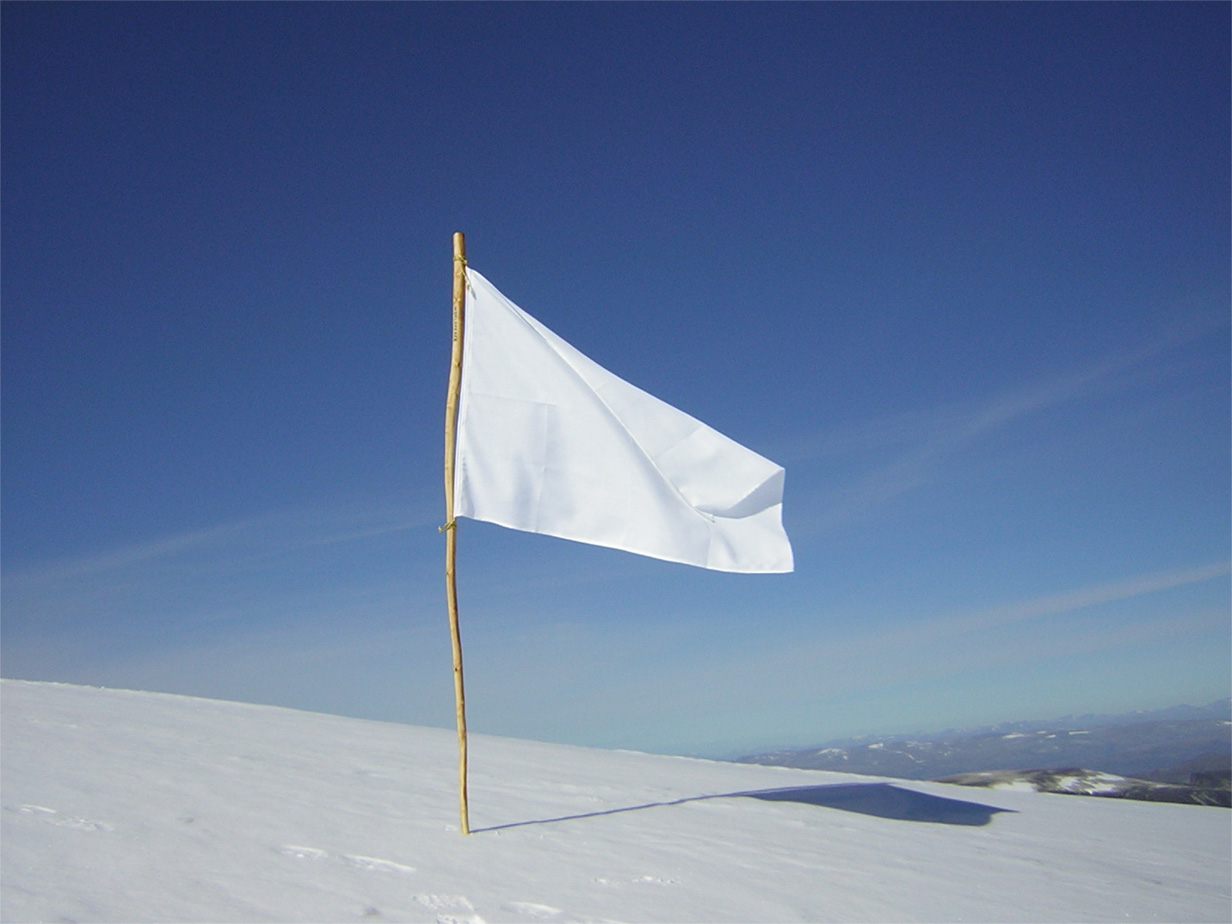
백기

백기(白旗)는 흰색 기를 말하며, 상황에 따라 여러 가지 뜻으로 쓰인다.

## 군사
군사적으로는 정전이나 회의 요청의 뜻으로 쓰이며, 항복을 의미하기도 한다.

### 기원
항복의 의미로 백기의 사용을 처음으로 언급한 곳은 한나라 시기였다. 로마 제국에서 역사가 타키투스는 항복의 백기를 AD 109년에 언급한다. 그 전까지는 로마 군대는 이들의 방패를 머리 위로 듦으로써 항복을 표시했다.

## 같이 보기
- 깃발 목록